# Gabriel-Marie de Talleyrand-Périgord
Gabriel-Marie de Talleyrand, comte de Périgord, né le 1er octobre 1726 à Paris, mort en 1795, est un gentilhomme et militaire français.

## Biographie

### Famille
Gabriel-Marie de Talleyrand est le seul fils du mariage de Daniel-Marie de Talleyrand-Périgord, marquis de Talleyrand et général, et de Marie Guyonne de Rochefort-Théobon. Par le second mariage de son père, il a quatre demi-frères, dont le premier, Charles-Daniel, est le père du célèbre Charles-Maurice de Talleyrand-Périgord. En 1743 son père s'entend avec son lointain cousin Louis-Jean-Charles de Talleyrand-Périgord, prince de Chalais et chef de la maison de Talleyrand, pour que Gabriel-Marie épouse sa fille et héritière de Chalais, Marie-Françoise-Marguerite de Talleyrand-Périgord. Ce mariage assure la conservation des biens des Talleyrand dans la famille, permettant ainsi à Gabriel-Marie, membre d'une branche cadette, de prétendre à un rang important à la cour. En 1757, à la mort de son beau-père, il devient le chef de la maison de Talleyrand et jouit du rang de grand d'Espagne, équivalent à celui de duc et pair, que possède sa femme. Il conserve toutefois le seul titre de « comte de Périgord ».
La femme de Gabriel-Marie, Marie-Françoise-Marguerite de Talleyrand, surnommée la « divine comtesse de Périgord », inspire une forte passion au roi Louis XV, tout en résistant aux avances du monarque. La faveur du roi se traduit par des positions prestigieuses : d'abord dame du palais de la reine Marie Leszczyńska en 1744, elle devient dame d'honneur des dernières filles du roi en 1768, à la mort de la reine. Gabriel-Marie bénéficie de cette position à la cour et devient menin du dauphin Louis en 1746.
Gabriel-Marie et Marie-Françoise-Marguerite de Talleyrand ont quatre enfants entre 1747 et 1759, dont trois arrivent à l'âge adulte. L'aînée, Marie-Jeanne, est mariée au duc de Mailly et occupe les charges de dame du palais puis de dame d'atours de Marie-Antoinette. Le cadet, Hélie-Charles est destiné à être l'héritier des titres et des terres de ses parents.

### Carrière militaire
Bien qu'affecté par une déformation congénitale du pied gauche, probablement la même que celle qui caractérise son neveu Charles-Maurice, Gabriel-Marie de Talleyrand mène une longue carrière militaire. Devenu à 15 ans en 1741 enseigne dans le régiment de Normandie que commande son père, il passe capitaine dès 1744. À la mort de son père en 1745, il est nommé à sa suite colonel du régiment de Normandie ; il a alors 18 ans. Il participe à la bataille de Fontenoy et à diverses batailles de la guerre de Succession d'Autriche. La guerre finie, il occupe des charges dans la maison du dauphin. Nommé brigadier au déclenchement de la guerre de Sept Ans, il participe aux campagnes en Allemagne, notamment la bataille d'Hastembeck. Il fut nommé maréchal de camp en 1761. Il n'occupa plus de commandements militaires en opération après la fin de la guerre (1763), mais fut nommé lieutenant-général le 1er juillet 1780.

### Gouvernements
Le mariage de Gabriel-Marie avec Marie-Françoise de Talleyrand lui permet d'espérer la survivance des charges de gouverneur du Berry, de Bourges et d'Issoudun que détient son beau-père. Ce dernier en démissionne en sa faveur en 1752. Il ne semble pas qu'elles aient constituées autre chose qu'une source de revenus pour Daniel-Marie, qui n'en prit possession qu'en 1755. En 1770, il reçoit sans doute grâce à la faveur de Louis XV la charge de lieutenant-général en Picardie. En 1771, il reçoit la fonction de commandant en chef en Languedoc. Il s'agit là d'une charge effective : il doit assurer la mise au pas du parlement de Toulouse dans le « contexte du coup de majesté » décidé par le chancelier Maupeou, mais elle est également très rémunératrice, assurant 160 000 livres de rente annuelle.

### Révolution française
Au moment de la Révolution, Gabriel-Marie, bien que ne prenant pas les mêmes choix que son neveu Charles-Maurice, n'émigre pas à l'étranger. Il est l'un des seuls de sa famille dans ce cas. Emprisonné comme ancien noble en octobre 1793, il est transféré à la pension Belhomme, « maison de santé » permettant aux riches pensionnaires d’éviter les rigueurs de l'emprisonnement, puis à la maison de santé Mahay et enfin à la maison Blanchard à Picpus. Il est libéré en octobre 1794. Déjà malade, il meurt l'année suivante.

## Sources et bibliographie
- Jean-Baptiste Jullien de Courcelles, Histoire généalogique des pairs de France, vol. 8, Paris, Arthus Bertrand, 1827, 378 p., 12 vol. illustr. 30 cm (OCLC 18278169, lire en ligne), p. 285
- Emmanuel de Waresquiel, Talleyrand : Le prince immobile, Paris, éditions Fayard, 2003, 796 p. (OCLC 1424544154, lire en ligne).